# Nitrovasodilatátory

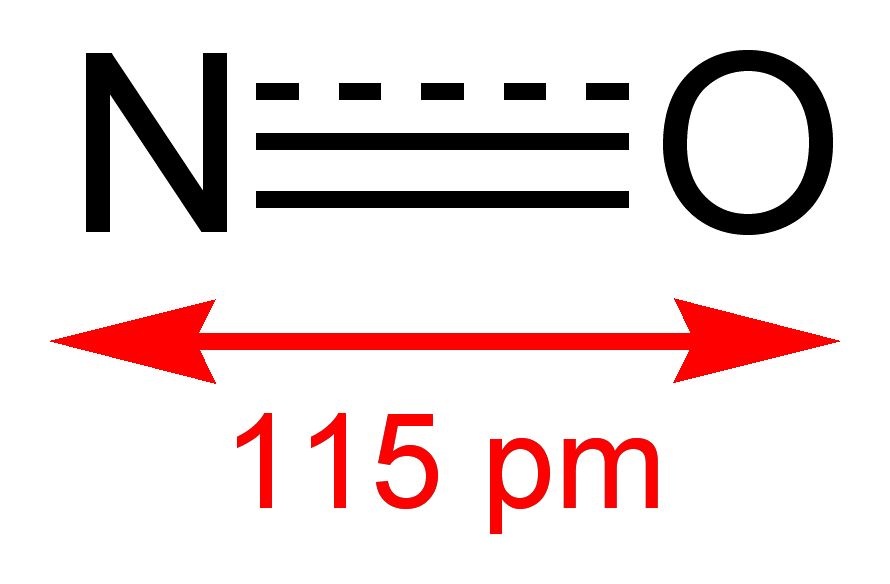
strukturní vzorec oxidu dusnatého

nitroglycerin

molsidomine

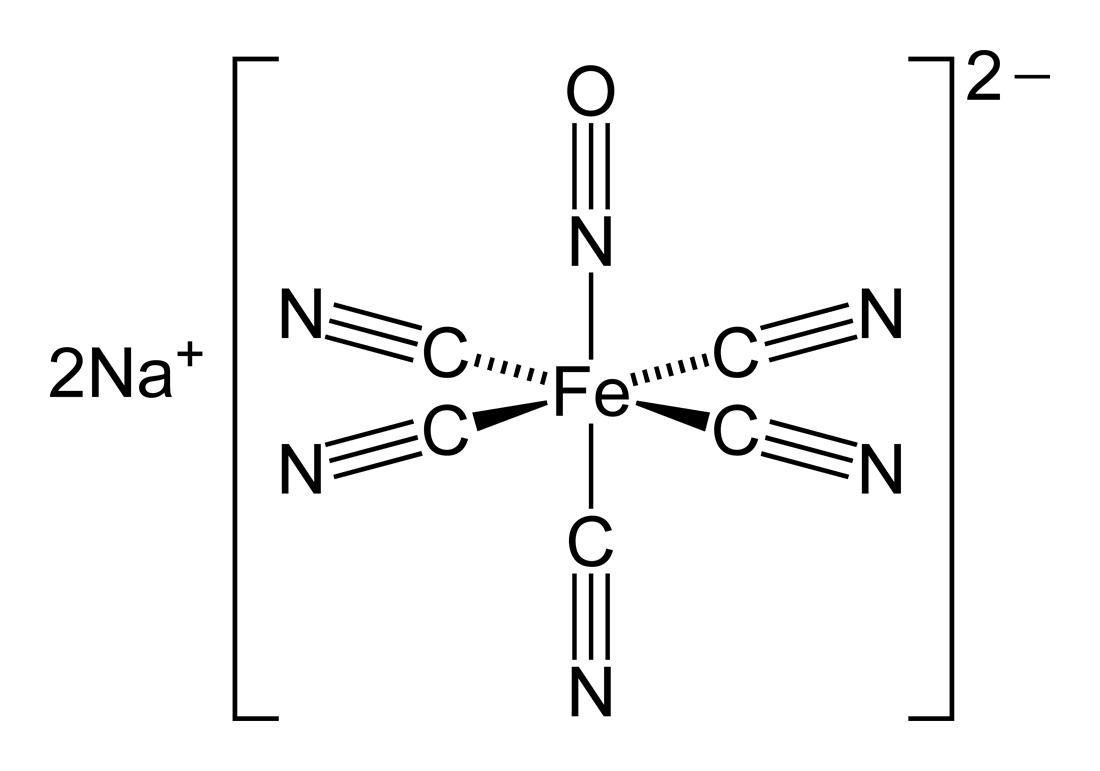
nitroprusid sodný

Nitrovasodilatátory jsou skupinou léčiv, které způsobují rozšíření cév (vasodilataci) pomocí molekul oxidu dusnatého (NO). Jejich častou indikací je léčba anginy pectoris.
Patří sem zejména nitráty (estery kyseliny dusičné), které jsou v organismu, díky chemické redukci, přeměněny na oxid dusnatý. Jako příklady lze uvést:
- nitroglycerin (trinitrát glycerolu)
- mononitrát a dinitrát isosorbidu
- itramin
- pentaerythritol-tetranitrát
- propatylnitrát
- tenitramin
- trolnitrát
- nicorandil (ten navíc uvádí v činnost (aktivuje) draslíkový kanál)

Do skupiny nitrovasodilatátorů náleží rovněž molsidomin a jeho aktivní metabolit linsidomin, a také nitroprusid sodný. Uvedené tři sloučeniny nejsou nitráty (tj. estery kyseliny dusičné), a k tomu, aby se proměnily na NO nepotřebují chemickou redukci. Nicméně mechanismus jejich účinku je tentýž (skrze NO), jako u léčiv uvedených výše (obsahují již "připravenou" molekulu NO ve své struktuře).

## Mechanismus účinku
Výsledným efektem nitrovasodilatátorů je působení NO na hladkou svalovinu cév, kde NO stimuluje rozpustnou formu guanylátcyklázy (GMP). GMP vytváří z guanosintrifosfátu (GTP) cyklický guanosinmonofosfát (cGMP), který aktivuje proteinkinázu G závislou na cyklických nukleotidech. Tato proteinkináza je zodpovědná za fosforylaci různých proteinů, které hrají klíčovou úlohu v poklesu nitrobuněčného (intracelulárního) vápníku uvnitř svalových buněk. Tento nitrobuněčný pokles vápníku je zodpovědný za uvolnění hladké svaloviny, a tím i uvolnění (relaxaci) cévního systému organismu (včetně žil) .
Nitrovasodilatátory ovlivňují příznaky anginy pectoris tím, že uvolňují nejen velké artérie (tj. hlavní cévy vedoucí krev od srdce), ale, že uvolňují také vény (žíly, tj. cévy, které vedou krev do srdce - viz též žilní návrat). Působením na žíly, nitrovasodilatátory zvyšují krevní kapacitu žil, a tak snižují tlak, vedoucí krev do srdce (tzv. srdeční preload). Rozšíření artérii zase snižuje nároky na "vypuzování" krve ze srdce (tzv. srdeční afterload). Snížení srdečního preloadu (předtížení) i afterloadu (dotížení) vede k významnému snížení nároku srdce na kyslík, který spotřebovává při své práci. Úspora kyslíku, který spotřebovává srdeční tkáň, způsobuje zlepšení ischemických (ischemie) příznaků anginy pectoris. Kromě toho, nitrovasodilatátory snižují kontrakci věnčitých tepen, čímž zlepšují přísun krve k srdeční tkání a zlepšují její okysličení.

## Využití
Nitráty se využívají především k léčbě anginy pectoris a akutního infarktu myokardu, zatímco molsidomin (viz výše) uvolňuje NO pomalu a má dlouhodobý účinek, takže je vhodný k profylaxi (předcházení) záchvatům anginy. V případě akutního záchvatu anginy pectoris se nejčastěji využívá nitroglycerin, který je rozpustný pod jazykem (tzv. sublingvální cesta podání). Buď je to sprej nebo měkká, dobře rozpustná kapsle.
Nitroprusid sodný se využívá v režimu řízeného infuzního podávání, jako léčivo v případech tzv. hypertenzní krize, srdečního selhání či kontrolovaného snižování tlaku krve během vybraných chirurgických zákroků (operace).

## Kontraindikace
Nitrovasodilatátory jsou látky, které jsou schopny mohutného vasodilatačního účinku, který zapříčiňuje pokles tlaku krve (mají hypotenzivní účinek), a proto mohou vyvolat nebezpečnou hypotenzi. Proto jsou vyloučeny v případech oběhového selhávání, ale i anémie (zhorší se nedokysličenost tkání, protože nižší počet červených krvinek nesoucích kyslík, ještě sníží svojí oběhovou rychlost). V případech srdečního selhání svázaných s infarktem myokardu, se uplatňují velmi rychle působící nitrovasodilatátory (nitroglycerin, nitroprusid sodný), které se využívají k "nouzovému odlehčení srdeční práce" (kontrola srdečního výdeje). V takových případech se průběžně monitoruje odezva rychle působících nitrovasodilatátorů na srdeční a oběhové parametry.
Další závažnou kontraindikací je podávání nitrovasodilatátorů v případech, kdy nemocný užívá léčivo ze skupiny PDE5 inhibitorů jako je např. sildenafil (Viagra). Tyto inhibitory totiž působí proti enzymu fosfodiesteráza-5, který deaktivuje cGMP. Takže po podání těchto léčiv se hladina cGMP zvyšuje. Vzhledem k tomu, že cGMP je rovněž prostředníkem pro vasodilatační působení nitrovasodilatátorů (viz výše), může dojít k synergickému efektu, který se projevuje nadměrným zvýšením žilní kapacity (roztažení vén), a tím nebezpečnému poklesu tlaku krve.

## Vedlejší účinky
Nejčastější vedlejší účinky jsou spojeny s rychlou vasodilatací a poklesem tlaku krve. Typická je bolest hlavy, která je zapříčiněna roztažením cév za hematoencefalickou bariérou. Dále sem patří reflexní tachykardie, kdy organismus vyrovnává náhlý pokles tlaku zvýšením srdeční frekvence. Dále to jsou tyto příznaky: závrať, zčervenání ve tváři, nevolnost. Výjimečně až náhlá synkopa jako reakce na počáteční pokles tlaku. Vedlejší příznaky se zmírňují při pokračující terapii a lze je omezit vhodným dávkovacím schématem.

## Interakce
Nitrovasodilatátory přirozeně spolureagují s ostatními vasodilatátory (riziko škodlivé hypotenze), dále s tricyklickými antidepresivy, antipsychotiky, celkovými anestetiky, inhibitory PDE5, dihydroergotaminem (zhoršení koronárního spasmu), ale také s etanolem (!).

## Farmakokinetika
Užití nitrovasodilatátorů silně závisí na jejich farmakokinetických parametrech. Důležitý je zejména čas do nástupu účinku a čas přetrvávání účinku. Nitroglycerin působí rychle a krátce (od 10 do 30 minut), jiné nitráty mají pomalejší nástup, ale delší dobu účinku (až 6 hodin). Molsidomin, jak bylo již zmíněno výše, nejenže má delší dobu účinku, ale také vykazuje nižší sklon k toleranci. Nitroprusid sodný, podávaný nitrožilně, působí ihned, a po ukončení jeho infuzního podávání, se hodnota tlaku krve vrací na svoji původní úroveň během deseti minut. Tato rychlá fyziologická odezva nitroprusidu sodného se využívá tam, kde je potřeba za pomocí monitorovacích systémů rychle regulovat tlak krve (chirurgie, intenzivní kardiologická péče).

## Nitrátová tolerance
Při opakovaném podávání nitrátů se rychle rozvíjí tolerance, což znamená, že k vytvoření efektu, který byl dosažen při prvním podání, se musí podávat stále vyšší dávky. V případě nitrátů je tento efekt tak výrazný, že tolerance resp. tachyfylaxe se může vyvinout často během prvních 24 hodin. Původně byl tento efekt vysvětlován tak, že nitráty vyčerpávají volné sulfhydrylové donory (-SH thiolová skupina), které jsou potřebné, aby nastala redukce nitrátů na výsledný NO. Tento výklad podporuje i skutečnost, že molsidomin, který není nitrátem, tuto toleranci nevykazuje. Přesto se objevily nové výklady objasňující tuto toleranci. Patří sem např. působení oxidačního stresu, který proměňuje účinný NO na nečinný peroxynitrit, nebo reaktivní zvýšené uvolnění vasokonstriktorů angiotenzinu II a endotelinu.
Pro pacienty je důležité, že omezení efektu tolerance, lze dosáhnout zařazením tzv. beznitrátových pauz (nejlépe přes noc), protože během 6 až 8 hodin efekt tolarance ustupuje.